# Stálezelená rostlina

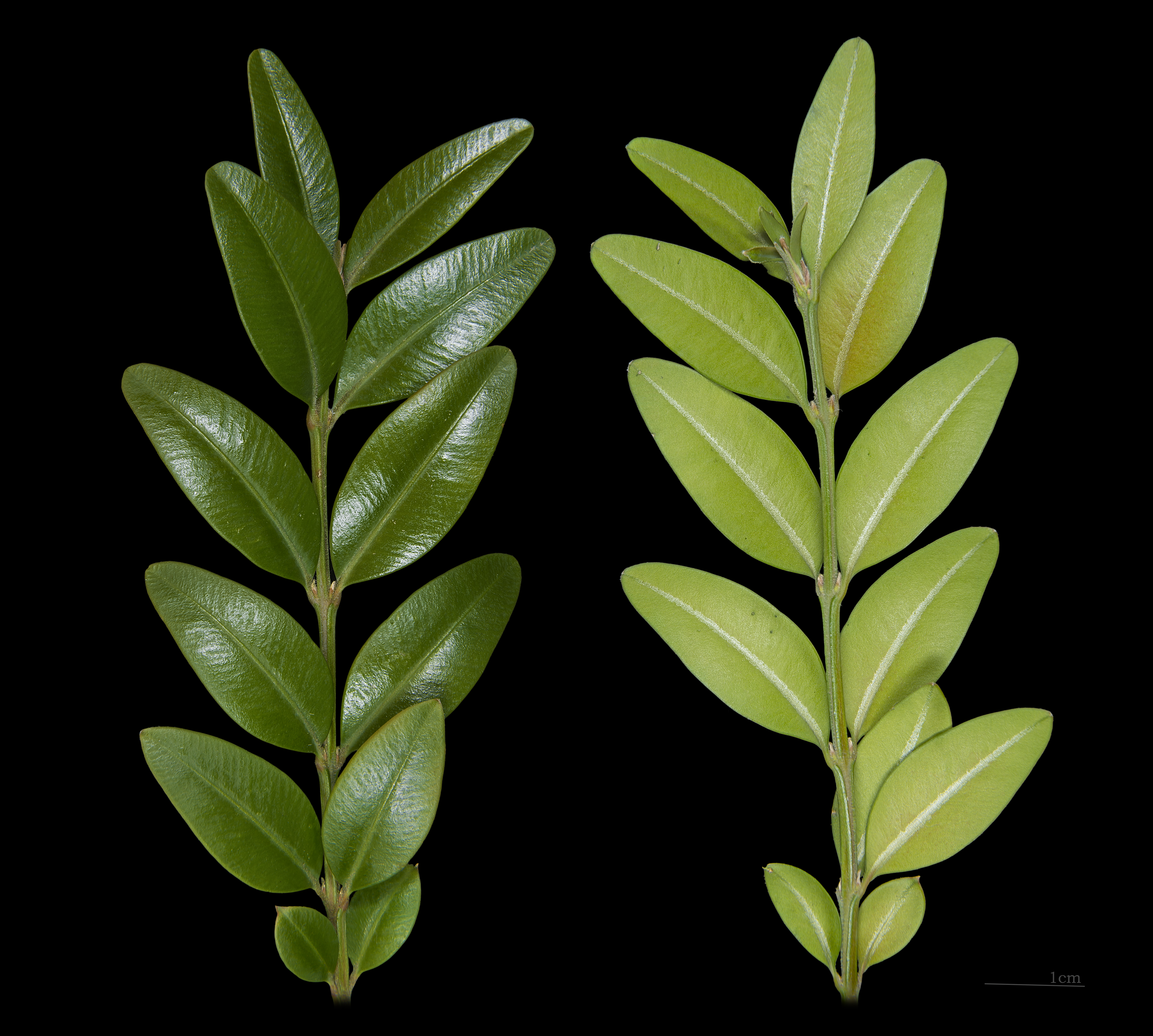
Zimostráz vždyzelený (Buxus sempervirens)

Stálezelená rostlina v botanickém smyslu slova, je rostlina mající celoročně (živé) listy, je celoročně olistěná. Naopak opadavá rostlina kompletně ztrácí olistění na část roku. Kromě stálezelených a opadavých rostlin, rozlišujeme i poloopadavé rostliny. Jehličnany patří mezi typické stálezelené dřeviny, ale některé druhy jehličnanů ztrácí na podzim olistění. To je důvod, proč je modřín málo používaný jako vánoční stromek.
Jsou rostliny na kterých zůstávají listy, nebo část listění, avšak nejde o stálezelené rostliny, protože olistění je suché, neživé (duby). Vlivem fyziologických reakcí může samozřejmě opadat listí ze stálezelené rostliny i během vegetace.

## Názvosloví

### Latinský název
U latinských názvů rostlin se setkáme s druhovým jménem stálezelená sempervirens. Například Buxus sempervirens (krušpánek, zimostráz vždyzelený), je zrovna i vhodným příkladem stálezelené rostliny.

### Idioma
Stálezelená může znamenat i básnicky „věčně mladá“ u osoby, nebo „věčně aktuální“, „stále moderní“, „stále oblíbený“ u díla (evergreen).

### Synonyma
Často se používá synonymum neopadavá, méně už starší vždyživá, nebo vždyzelená.

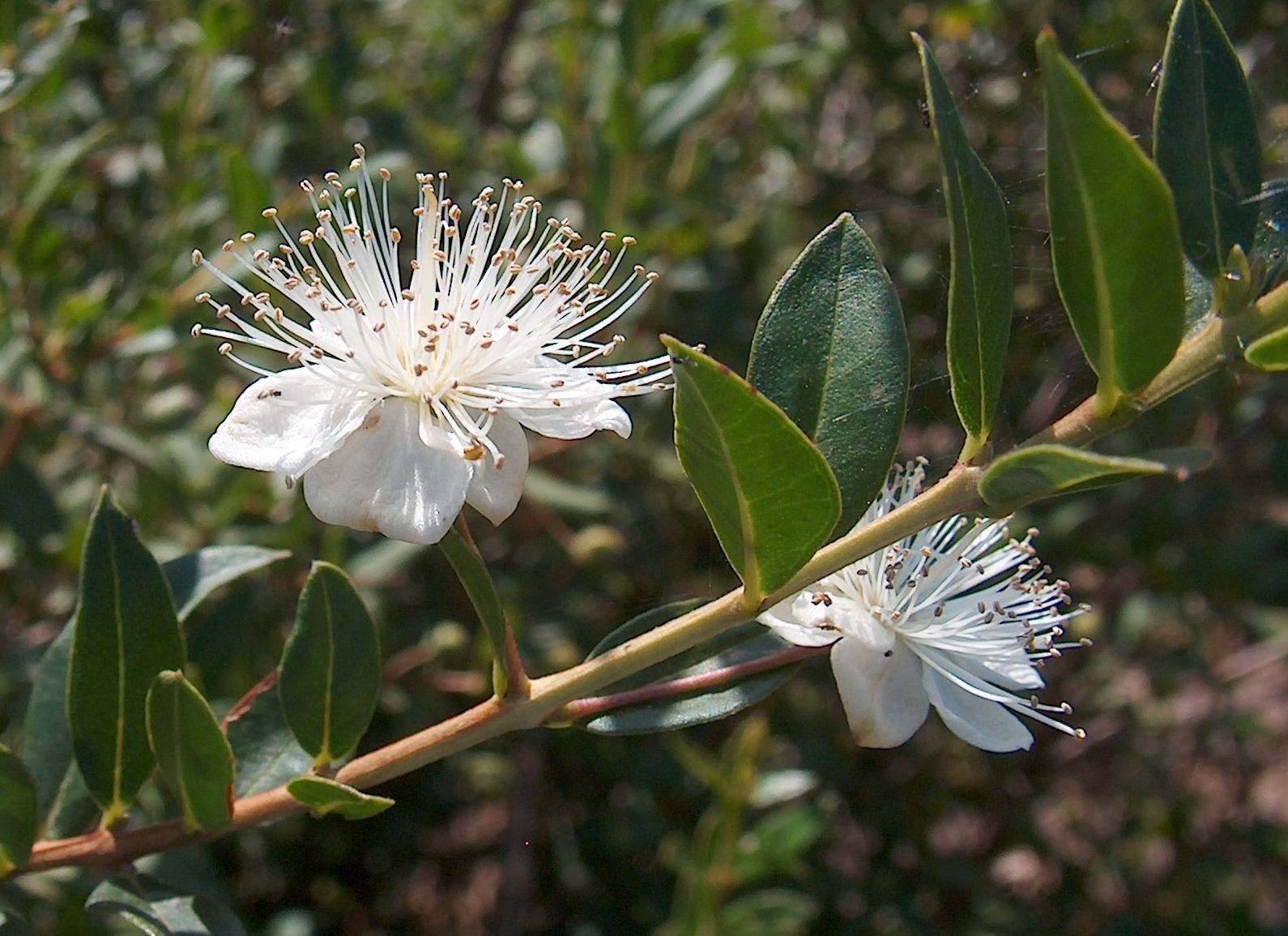
Myrta je symbol naděje, života, ale také lásky.

## Vzhled
Tvar, ale i zbarvení listů stálezelených rostlin se liší a nenajdeme ani typický tvar listu. Všeobecně lze však říct, že listy stálezelených rostlin (mimo tropických rostlin) jsou zpravidla tuhé až kožovité, často lesklé. Trvanlivost listů stálezelených rostlin přesahuje většinou jeden rok (staré listy krátce po vyrašení nových listů opadají) a dosahuje maximálně 45 let u Pinus longaeva. Druhy s listy, jejichž životnost přesahuje 5 let, jsou vzácné.

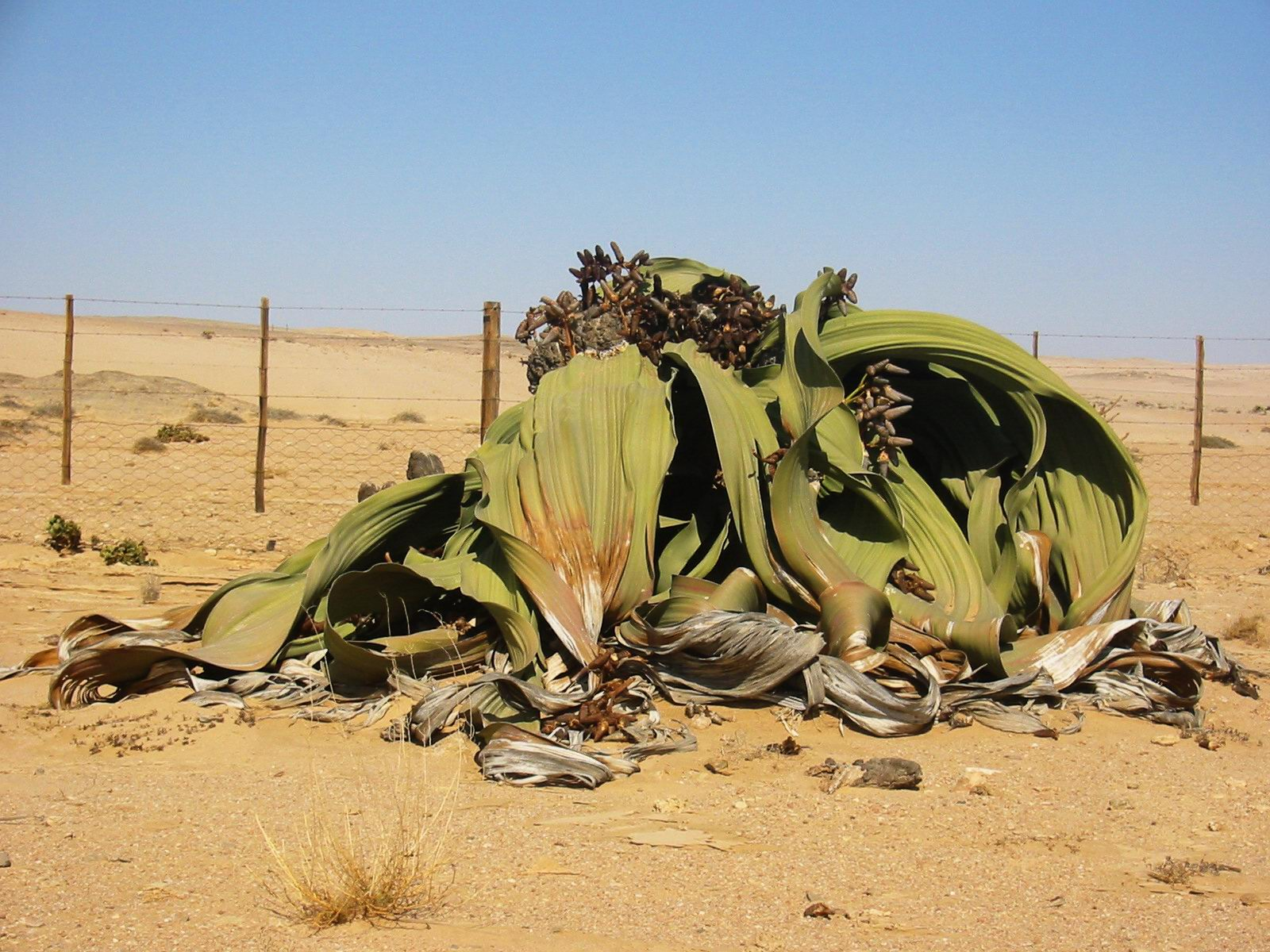
Namibie, Welwitschie, samičí rostlina, výška asi 2 m, odhadované stáří 1500 let.

Zvláštním případem stálezelené rostliny je Welwitschie podivná, synonymum Velbičice podivná (Welwitschia mirabilis Hook. f.), druh dvoudomé nahosemenné rostliny. Někteří jedinci jsou 1000 až 2000 let staří. Celá rostlina vytváří pouze ze 2 velmi dlouhé listy, které jsou neopadavé (údajně neopadávají 20–40 let). Zeměpisné rozšíření Welwitschie podivné, původně pralesní rostliny, je omezeno na jihozápad Afriky, obzvláště na oblast Namibské pouště.

## Výskyt
Stálezelené rostliny jsou typické pro tropické a subtropické vegetační pásmo. Výhody stálezelených rostlin oproti opadavým se liší v jednotlivých oblastech výskytu. V teplých tropických oblastech, většina rostlin z deštného pralesa je vždy zelená. Zde nehrozí období nepříznivých fyziologických podmínek. Mohou plně využívat své olistění celoročně. Své listy mění během celého roku, v závislosti na stárnutí a jejich využití.
Rostliny v podnebí s obdobími sucha, mohou být stálezelené nebo opadavé. Opadem listů se chrání před nadměrnými ztrátami vody v nepříznivém období sucha. V teplém mírném podnebí je většina rostlin stálezelená. Jejich listy mohou využívat sluneční svit celý rok. Přesto je zde období méně příznivých podmínek a rostliny se chrání „…xerofytní strukturou listů. Takovým listům , většinou tuhým až kožovitým, s tlustou kutikulou, nehrozí (…) vyschnutí.“
V chladném mírném podnebí se stálezelené rostliny omezují na nízké keře a nebo jehličnaté stromy. Zejména rostliny v zapojené vegetaci mohou být stálezelené, protože jsou-li ve skupině, lépe odolávají chladnému (a proto vysoušejícímu) větru, který jej jinak poškozuje. V mírném podnebí je méně druhů stálezelených rostlin, protože se rostliny opadem listů a zimním spánkem chrání před nízkými teplotami, před vlivem mrazu na vodu obsaženou v listech a jiných částech rostliny. Teploty pod –20 °C způsobují škody i na kmenech a větvích rostlin. Metabolismus rostlin je v chladném období beztoho značně zpomalen.
Výhodou stálezelených rostlin oproti opadavým je úspora dostupných živin nutných pro tvorbu listů. I proto rody stálezelených rostlin proto lépe přežívají v chladných oblastech, kde je chudá půda (např. rašeliniště a jiné přemokřené půdy) a chlad zpomaluje biochemické procesy. Opad listů také může vyvolávat dlouhodobě chemické změny v půdě (kyselost)a nakonec způsobit ústup celého druhu ze stanoviště a sukcesi. Což ovšem platí například i pro stálezelené jehličnany, nejzjevněji například pro smrk.
Nejvyšší strom světa je sekvoj vždyzelená (Sequoia sempervirens).

## Použití
V okrasném zahradnictví jsou používány jak tropické stálezelené rostliny, pěstované v nádobách, v teplých interiérech budov, tak subtropické stálezelené rostliny, které často chráníme v zimních zahradách, sklenících a japanech. Příkladem je Aucuba, pěstovaná pro okrasný list, ale nesnášející chladnější zimy. Některé druhy neopadavých rostlin z teplých oblastí snášejí podmínky mírného pásma a pěstujeme je jako venkovní. Jde třeba o některé druhy zimolezu (Lonicera pileata), nebo krušpánek, zimostráz (Buxus sempervirens) často užívaný v mnoha druzích zahrad, pro snadnou tvarovatelnost. Tyto rostliny přesto trpí mrazem a vyplatí se některé z nich na zimu zakrýt chvojím. Vždy je dobře vybírat teplejší a chráněné polohy k výsadbě, protože i domácí stálezelené listnáče (např. břečťan) dokáže mráz silně poničit.
Výhodou stálezelených je, že po namrznutí dobře obráží. Stálezelené keře jako azalky a pěnišník (Rhododendron) patří dlouhodobě mezi nejoblíbenější kvetoucí keře vyhrazujeme jim místa blízko cest. „…Stálezelené rostliny nevysazujeme roztroušeně, soustřeďujeme je do stejnorodých nebo smíšených skupin…“ (rozuměj do skupin je vhodné vysazovat jehličnaté a listnaté stálezelené dřeviny) 

### Péče
Přes zimu v Česku nepotřebují ochranu před zimou zakrytím chvojím například hlohyně, břečťan, zimostráz, mahónie a vřes. K pěnišníkům a azalkám je vždy vhodnější nastlat suché listí. Choulostivé druhy stálezelených uchováváme v bezmrazých místnostech. Stálezelené rostliny zaléváme i přes zimu, aspoň 2×, ale vydatně, protože stále transpirují.

### Choroby a škůdci
Choroby a škůdci se neliší od chorob a škůdců opadavých rostlin. Na stálezelené rostliny dlouhodobě více působí znečištění vzduchu, popílek, toxické látky v ovzduší.

## Ohrožení
Mnohé druhy domácích stálezelených rostlin jsou ohroženy. Dobrým příkladem je brčál (Vinca minor), kterého ohrožuje i pěstování kulturních odrůd, protože jsou jejich zbytky s plevelem pilnými zahrádkáři vyváženy do okolí zahrádkářských osad,odkud pronikají do přírody a mísí a kříží se s původním druhem brčálu a tak jej geneticky zcela znehodnocují.

## Invazivní druhy
Některé stálezelené rostliny jsou velmi nebezpečnými invazivními dřevinami, V sousedním Rakousku , nebo ve velké Británii je takovou dřevinou nepůvodní druh pěnišníku (Rhododendron). Ozdobné keře spolupracují s houbami které ničí v jejich okolí veškeré rostliny (alelopatie) tak že po určité době je kolem pěnišníku prostor bez vegetace (badland). Pěnišníky „unikají“ zahrádkářům, kteří si jimi zdobí své pozemky, s odpadem do lesa. „…Rhododendron ponticum, který zarůstá velké plochy ve Velké Británii a produkuje velké množství kyselého opadu, čímž rovněž mění dynamiku živin a vlastnosti
prostředí (Cross 1981, Read 1984)…
Ve středoevropských podmínkách se rychle šíří mahonie (Mahonie aquifolium). Navzdory býložravcům je mahónie schopná pravidelně vykvétat a postupně ve volné přírodě kompletně pokrývat lesní půdu, čímž se stává problémem.

## Symbolika
Jako symbol něčeho věčně trvajícího, zeleného, živého, lásky, je hodně používána zelená myrtová větvička. Symbolem Vánoc je větvička cesmíny (Ilex), stálezeleného keře a nadzemní část ze stálezeleného jehličnanu. Symbolem úspěchu je věnec z vavřínu ušlechtilého (Laurus nobilis).